# Eleição presidencial na Namíbia em 2009
A eleição presidencial namíbia de 2009 foi realizada entre os dias 27 e 28 de novembro. O pleito eleitoral ocorreu sem maiores incidentes, porém longas filas se formaram em todas as seções eleitorais do país, tendo o nível de comparecimento do eleitorado às urnas ficado em 68,64%.
O presidente em exercício e candidato à reeleição Hifikepunye Pohamba, da SWAPO, foi declarado vencedor das eleições após obter 76,42% dos votos válidos, derrotando por ampla margem de votos seu principal opositor Hidipo Hamutenya, que obteve somente 11,08% dos votos válidos.

## Resultados eleitorais
| Candidatos presidenciais    | Partidos políticos                            | Ideologia partidária              | Espectro político           | Votos válidos | %      |
| --------------------------- | --------------------------------------------- | --------------------------------- | --------------------------- | ------------- | ------ |
| Hifikepunye Pohamba         | Organização do Povo do Sudoeste Africano      | Socialismo                        | Esquerda                    | 611 241       | 76,42  |
| Hidipo Hamutenya            | União por Democracia e Progresso              | Nacionalismo de esquerda          | Centro-esquerda             | 88 640        | 11,08  |
| Katuutire Kaura             | Aliança Democrática Turnhalle                 | Liberalismo econômico             | Centro-direita              | 24 186        | 3,02   |
| Kuaima Riruako              | Organização Nacional pela Unidade Democrática | Minoria hereró                    | Centro-direita              | 23 735        | 2,97   |
| Justus Garoëb               | Frente Unida Democrática                      | Minoria damara                    | Centro-direita              | 19 258        | 2,41   |
| Ignatius Shixwameni         | Partido de Todos os Povos                     | Social-democracia                 | Centro-esquerda             | 9 981         | 1,25   |
| Henry Mudge                 | Partido Republicano                           | Conservadorismo Democracia cristã | Direita                     | 9 425         | 1,18   |
| Benjamin Ulenga             | Congresso dos Democratas                      | Socialismo democrático            | Esquerda                    | 5 812         | 0,73   |
| Usutuaije Maamberua         | União Nacional do Sudoeste Africano           | Socialismo democrático            | Esquerda                    | 2 968         | 0,37   |
| David Isaacs                | Partido Democrático da Namíbia                | Minoria nama                      | Centro                      | 1 859         | 0,23   |
| Frans Goagoseb              | Movimento Democrático pela Mudança da Namíbia | Democracia cristã                 | Centro                      | 1 760         | 0,22   |
| Attie Beukes                | Partido Comunista da Namíbia                  | Comunismo                         | Extrema-esquerda            | 1 005         | 0,12   |
| Total de votos válidos      | Total de votos válidos                        | Total de votos válidos            | Total de votos válidos      | 799 870       | 98,48  |
| Votos em branco/nulos       | Votos em branco/nulos                         | Votos em branco/nulos             | Votos em branco/nulos       | 12 363        | 1,52   |
| Votos totais contabilizados | Votos totais contabilizados                   | Votos totais contabilizados       | Votos totais contabilizados | 812 233       | 100,00 |
| Eleitorado apto a votar     | Eleitorado apto a votar                       | Eleitorado apto a votar           | Eleitorado apto a votar     | 1 181 802     | 68,73  |